# Богатов, Виталий Васильевич
Вита́лий Васи́льевич Бога́тов (18 января 1925 года, деревня Чечевилово Московской области, СССР — 2 апреля 1997 года, Москва, Российская Федерация) — советский и российский философ

, специалист по истории русской философии. Доктор философских наук, профессор.

## Биография
Родился 18 января 1925 года в деревне Чечевилово Московской области в простой семье. Отец, Богатов Василий Михайлович (1902—1986) происходил из крестьян, после революции работал инспектором волостной РКИ, а после службы в армии (1924-25) занимался хозяйственной, советской, затем партийной работой. Мать, Анастасия Ивановна (урожд. Захарова) в 1930-е годы работала в области дошкольного воспитания (зав. детской площадкой, затем зав. городским детсадом в г. Михайлове), затем — домохозяйка. В семье было четверо детей: Вячеслав (1923—1943), Виталий, Владимир (1927—2007) и Маргарита (1929—1997). Школьные годы Виталия Васильевича начались в 1932 г. в с. Виноградове (Московская обл.). Через год отца перевели на работу в г. Михайлов (тогда Московской, а ныне Рязанской обл.), мальчик продолжал учебу в Михайловской средней школе № 2. Здесь в 1939 г. вступил в комсомол, а весной 1941-го закончил 9 класс. В июле старшеклассников направили на строительство укреплений между Смоленском и Оршей, где они попали в окружение, под бомбежку и чудом добрались до дома (к сожалению, не все — часть ребят погибли под бомбами). В октябре 1941 Анастасия Ивановна с тремя младшими детьми была эвакуирована в г. Ашап Ординского района Молотовской (ныне Пермской) области. Виталий продолжил здесь учебу в 10 кл. и одновременно работал в интернате, эвакуированном сюда из Москвы. После освобождения г. Михайлова (он был взят нашими войсками в декабре 1941) семья в марте 1942 г. вернулась домой. По приезде юноша заболел тифом, и после курса лечения, не приведшего к улучшению, его как безнадежного выписали домой. Однако мать выходила сына, и в середине осени он смог снова пойти учиться — вновь в 10 класс. Однако закончить его опять не удалось — через неделю после того, как ему в январе 1943 г. исполнилось 18 лет, пришла повестка о призыве в армию. Из-за последствий болезни молодой человек был признан нестроевым и отправлен на 3 месяца обучаться на шофера в 11 Отдельный учебный автополк, в июне 1943 года в числе лучших выпускников был откомандирован в 444 отдельный дивизион связи резерва Главного командования в качестве шофера пункта сбора донесений. Эта часть в августе 1943-го была направлена в район Орловско-Курской дуги, затем вошла в состав Западного фронта (впоследствии вошла в 3-й Белорусский фронт). В этой части он пробыл до начала июня 1944 года. В середине июня после контузии у него начался воспалительный процесс среднего уха, и он был направлен в госпиталь в г. Баку, где был прооперирован и находился на излечении до ноября 1944 г. После возвращения домой весной 1945 г. закончил 10 класс, а в сентябре того же года успешно сдал вступительные экзамены на философский факультет МГУ им. М. В. Ломоносова.
В 1950 году окончил философский факультет МГУ, а в 1953 году — аспирантуру по кафедре истории философии народов СССР того же факультета. Кандидатскую диссертацию («Мировоззрение Н. А. Некрасова») защитил в конце 1953 г.
Преподавать начал (сначала почасовиком) ещё в 1951 г., на втором году аспирантуры. С 1953 года работал на кафедре истории философии народов СССР штатным преподавателем, затем доцентом (с 1958), позднее профессором (с 1973), с 1990 г. перешел на должность ведущего научного сотрудника; в 1983—1985 годах был и. о. заведующего кафедрой истории философии народов СССР.
В 1972 году защитил диссертацию на соискание учёной степени доктора философских наук по теме «Философия П. Л. Лаврова», в том же году вышла и его монография о П. Л. Лаврове, удостоенная серебряной медали ВДНХ (1972).
Ветеран Великой Отечественной войны.

## Научная деятельность
Составитель и редактор 4-го тома «Антологии мировой философии» (М., 1972). Участвовал в написании пятитомной «Истории философии народов СССР» (М., 1968—1985).
Автор первого в СССР учебно-методического пособия по курсу истории русской философии (М., 1956).
В. В. Богатов ставил пред собой задачу создания цельного курса истории отечественной философии и больше всего внимания обращал на два её основных течения : философская и социологическая мысли радикального (материалистического) направления и теистическая мысль России XVIII—XIX вв. Он стремился в своих трудах отразить философию и социологию русского народничества во всей их полноте и преодолеть бытовавшее упрощённое и одномерное представление об этом явлении, как исключительно идеологическом. В. В. Богатов исследовал творчество П. Л. Лаврова, показав его значение как самобытного мыслителя-реалиста, выступавшего против вульгаризированных форм материализма и позитивизма, а также крайних форм субъективизма. Он рассматривал Лаврова, как предшественника известного русского естествоиспытателя В. И. Вернадского в его исследованиях по геологической периодизации в развитии человеческой цивилизации.

## Научные труды

### Монографии
- Богатов В. В. Основные черты мировоззрения выдающихся представителей движения петрашевцев. — М., 1958;
- Богатов В. В. М. И. Михайлов — мыслитель и революционер. — М., 1959;
- Богатов В. В. Социологические взгляды Н. А. Серно-Соловьевича. — М., 1961;
- Богатов В. В. Философия П. Л. Лаврова. — М., 1972;

### Статьи
- Богатов В. В. Декабристы // История русской философии. В 2 т. (на англ. яз.). — Буффало, 1993;
- Богатов В. В. П. Л. Лавров // История русской философии. В 2 т. (на англ. яз.). — Буффало, 1993;
- Богатов В. В. М. В. Ломоносов // История русской философии. В 2 т. (на англ. яз.). — Буффало, 1993;
- Богатов В. В. Просветители // История русской философии. В 2 т. (на англ. яз.). — Буффало, 1993;
- Богатов В. В. Теизм и официальная народность // История русской философии. В 2 т. (на англ. яз.). — Буффало, 1993;

## Семья, личные качества
В 1953 г. В. В. Богатов женился на Г. А. Жуковой (в 1971 г. супруги разошлись), у них одна дочь, Богатова Татьяна (работает доцентом на химфаке МГУ им. М. В. Ломоносова), и внук — Богатов Василий (работает программистом). По характеру Виталий Васильевич был очень оптимистичным, жизнерадостным человеком, однако в принципиальных моментах, которые считал важными, был неуступчив и тверд. Увлекался коллекционированием монет.